# 님피트
《님피트》(핀란드어: Nymfit)는 2014년 방영된 핀란드의 텔레비전 드라마이다.